# Maïté Schwartz
Maïté Schwartz(nascida em 29 de agosto de 1979) é uma atriz estadunidense
A atriz fez uma participação na série House MD na 7ª temporada no episódio "Atos e Consequências".
Schwartz nasceu em Dallas no Texas   She received her BFA from Carnegie Mellon School of Drama in 2001. .Ela recebeu seu BFA da Carnegie Mellon Escola de Teatro em 2001. Schwartz interpreta Lisa na série Quarterlife. Ela também teve papéis em CSI: Miami , How I Met Your Mother , Dexter, CSI: Crime Scene Investigation entre outros, e em filmes como  South of Pico House of Grim.

## Ligações Externas
Maïté Schwartz. no IMDb.